# Районы Петрозаводска
Районы Петрозаводска — часть территории (элемент планировочной структуры) Петрозаводского городского округа.

## Районы Петрозаводска
Город Петрозаводск состоит из 29 районов:
| №  | Название района              | Описание границ района |
| -- | ---------------------------- | --- |
| 1  | Бараний Берег                | От пересечения улицы Зимник с городской чертой по городской черте до кладбища на улице Окунья Тоня; по южной границе кладбища на улице Окунья Тоня; по улице Окунья Тоня до застройки улицы Окунья Тоня; по западной границе застройки улицы Окунья Тоня; по южной границе застройки улицы Окунья Тоня; по береговой линии пролива Райда до мыса Шуйнаволок; по береговой линии Онежского озера до границы застройки улицы Немецкий Наволок; по южной границе застройки улицы Немецкий Наволок; по восточной границе застройки улицы Немецкий Наволок; по береговой линии Онежского озера до застройки улицы Зимник; по юго-восточной границе застройки улицы Зимник до улицы Бараний Берег; по улице Бараний Берег до улицы Зимник; по улице Зимник до городской черты |
| 2  | Голиковка                    | От пересечения Северного хода Октябрьской железной дороги с рекой Лососинкой по реке Лососинке до улицы Правды, по улице Правды до Казарменской улицы; по Казарменской улице до улицы Льва Толстого; по улице Льва Толстого; по улице Правды до Северного хода Октябрьской железной дороги; по Северному ходу Октябрьской железной дороги до реки Лососинки |
| 3  | Древлянка                    | От пересечения реки Лососинки с городской чертой по городской черте до парка Сулажгорский Родник; по южной границе парка Сулажгорский Родник до территории стрельбища; по южной границе стрельбища до парка Радиозавода; по северной границе парка Радиозавода до проезда Радиозавода; от проезда Радиозавода по северной границе застройки, расположенной вдоль проезда Радиозавода, до Лесного проспекта; через Лесной проспект до линии электропередач; по линии электропередач до Сыктывкарской улицы; по Сыктывкарской улице до северо-восточного окончания зоны объектов здравоохранения; по восточной границе зоны объектов здравоохранения до Парковой улицы; по Парковой улице до северо-западного окончания парка Телецентра; по северной границе парка Телецентра; по восточной границе парка Телецентра; по Лососинскому шоссе до Новосельской улицы; по Новосельской улице до южного окончания застройки Новосельской улицы; по Северному ходу Октябрьской железной дороги до реки Лососинки; по реке Лососинке до городской черты |
| 4  | Железнодорожный              | От пересечения Безымянного ручья с улицей Халтурина по улице Халтурина до Северного хода Октябрьской железной дороги; по Северному ходу Октябрьской железной дороги до реки Неглинки; по реке Неглинке до Безымянного ручья; по Безымянному ручью до улицы Халтурина |
| 5  | Зарека                       | От пересечения улицы Правды с рекой Лососинкой по реке Лососинке до Онежского озера; по береговой линии Онежского озера до мыса Петуний Наволок; от мыса Петуний Наволок по проезду Петушки до улицы Онежской Флотилии; по улице Онежской Флотилии до железной дороги «Порт – Каменный Бор»; по улице Ригачина до Сталинградской улицы; по Сталинградской улице до Кооперативной улицы; по Кооперативной улице до улицы Радищева; по улице Радищева до улицы Луначарского; по юго-восточной границе застройки улицы Луначарского до железной дороги; по железной дороге до улицы Чернышевского; по южной границе застройки улицы Державина до Вузовского сквера; по южной границе Вузовского сквера до улицы Правды; по улице Льва Толстого до улицы Казарменской; по улице Казарменской до улицы Правды; по улице Правды до реки Лососинки |
| 6  | Зимник                       | От северо-восточного окончания Ботанического сада по городской черте до улицы Зимник; по улице Зимник до улицы Бараний Берег; по улице Бараний Берег до юго-восточной границы застройки улицы Зимник; по юго-восточной границе застройки улицы Зимник; по береговой линии Онежского озера до юго-восточного окончания Ботанического сада; по восточной границе Ботанического сада до городской черты |
| 7  | Каменный Бор                 | От пересечения Лыжной улицы с Северным ходом Октябрьской железной дорогой по Лыжной улице до Ключевского шоссе; по улице Правды до Вузовского сквера; по южной границе Вузовского сквера до застройки улицы Державина; по южной границе застройки улицы Державина до улицы Чернышевского; от улицы Чернышевского по железной дороге до юго-восточной границы застройки по улице Луначарского; по юго-восточной границе застройки улицы Луначарского до улицы Радищева; по улице Радищева до Кооперативной улицы; по Кооперативной улице до Сталинградской улицы; по Сталинградской улице до улицы Ригачина; по улице Ригачина до железной дороги «Каменный бор – Порт»; по железной дороге «Каменный бор – Порт» до железнодорожной станции Каменный Бор; от железнодорожной станции Каменный бор по железной дороге «Онежский – Каменный Бор» до Большого ручья; по Большому ручью до Северного хода Октябрьской железной дороги; по Северному ходу Октябрьской железной дороги до Лыжной улицы |
| 8  | Ключевая                     | От пересечения Большого ручья с Северным ходом Октябрьской железной дорогой по Большому ручью до железной дороги «Онежский – Каменный Бор»; по железной дороге «Онежский – Каменный Бор» до железнодорожной станции Каменный Бор; от железнодорожной станции Каменный бор по железной дороге «Каменный бор – Порт» до улицы Онежской Флотилии; по улице Онежской Флотилии до проезда Петушки; по проезду Петушки до мыса Петуний Наволок; по береговой линии Онежского озера до южной границы завода «Авангард», по южной границе завода «Авангард» до линии электропередач; по линии электропередач до улицы Петрова; по улице Петрова до Вознесенского шоссе; по Вознесенскому шоссе до железной дороги «Онежский – Каменный Бор»; по железной дороге «Онежский – Каменный Бор» до Северного хода Октябрьской железной дороги; по Северному ходу Октябрьской железной дороги до Большого ручья |
| 9  | Кукковка                     | От пересечения реки Лососинки с Северным ходом Октябрьской железной дороги по реке Лососинке до городской черты; по городской черте до улицы Птицефабрика; по улице Птицефабрика до газопровода к газораспределительной станции «Южная»; по газопроводу к газораспределительной станции «Южная»; по северной границе газораспределительной станции «Южная»; по восточной границе газораспределительной станции «Южная»; по Южному проезду до линии электропередач; по линии электропередач до пересечения с Северным ходом Октябрьской железной дороги; по Северному ходу Октябрьской железной дороги до реки Лососинки |
| 10 | Немецкий Наволок             | Застройка вдоль береговой линии Онежского озера в районе улицы Немецкий Наволок |
| 11 | Октябрьский                  | От примыкания улицы Калевалы к улице Достоевского по улице Достоевского до улицы Зайцева; по улице Зайцева до улицы Краснодонцев; по улице Краснодонцев до южной границы Северного грузового порта; по южной границе Северного грузового порта до Онежского озера; по береговой полосе Онежского озера до улицы Федосовой; по улице Федосовой до набережной Варкауса; по юго-восточной границе застройки Ленинградской улицы до Неглинского кладбища; по северной границе Неглинского кладбища; по северной границе Иудейского кладбища; по западной границе Иудейского кладбища; по Вольной улице до Ленинградской улицы; по Ленинградской улице до Советской улицы; по Советской улице до улицы Калевалы; от улицы Калевалы до улицы Достоевского |
| 12 | Окунья Тоня                  | От пересечения городской черты с улицей Окунья Тоня по городской черте до Онежского озера; по береговой полосе Онежского озера до пролива Райда; по южной границе застройки улицы Окунья Тоня; по западной границе застройки улицы Окунья Тоня; до улицы Окунья Тоня; по улице Окунья Тоня до кладбища на улице Окунья Тоня; по южной границе кладбища на улице Окунья Тоня до городской черты; по городской черте до улицы Окунья Тоня |
| 13 | Первомайский                 | От пересечения Северного хода Октябрьской железной дороги с рекой Неглинкой по Северному ходу Октябрьской железной дороги до створа улицы Достоевского; по улице Достоевского до улицы Калевалы; по улице Калевалы до Советской улицы; по Советской улице; по Вольной улице до Неглинской набережной; по Неглинской набережной до реки Неглинки; по реке Неглинке до Северного хода Октябрьской железной дороги |
| 14 | Перевалка                    | От пересечения реки Неглинки с Северным ходом Октябрьской железной дороги по Северному ходу Октябрьской железной дороги до южного окончания застройки Новосельской улицы; по Новосельской улице; по Лососинскому шоссе до парка Телецентра; по восточной границе парка Телецентра; по северной границе парка Телецентра до Парковой улицы; по Парковой улице до зоны объектов здравоохранения; по восточной границе зоны объектов здравоохранения; по Сыктывкарской улице до линии электропередач; по линии электропередач до Лесного проспекта; по Лесному проспекту до Безымянного ручья; по Безымянному ручью до реки Неглинки; по реке Неглинке до Северного хода Октябрьской железной дороги |
| 15 | Пески                        | От створа Онежского проезда у Онежского озера по береговой полосе Онежского озера до завода домостроительного комбината; по северной границе домостроительного комбината; по Соломенскому шоссе до юго-восточного окончания кладбища «Пески»; по южной границе кладбища «Пески»; по западной границе кладбища «Пески»; по северной границе кладбища «Пески» до Соломенского шоссе; по Соломенскому шоссе до проезда Автолюбителей; по проезду Автолюбителей до войсковой части; по западной границе войсковой части; по ручью Студенец до южной границы Северного парка; по южной границе Северного парка до линии электропередач; по линии электропередач до деревообрабатывающего комбината «Калевала»; по южной границе деревообрабатывающего комбината «Калевала»; по восточной границе деревообрабатывающего комбината «Калевала» до проезда Дорожников; по проезду Дорожников до Рабочего проезда; по Рабочему проезду до Соломенского кладбища; по северной границе Соломенского кладбища; по западной границе Соломенского кладбища; по южной границе Соломенского кладбища; по Рабочему проезду до Соломенского шоссе; по Соломенскому шоссе до Онежского проезда; по Онежскому проезду до Онежского озера |
| 16 | Птицефабрика                 | От пересечения улицы Птицефабрика и газопровода к газораспределительной станции «Южная» по газопроводу к газораспределительной станции «Южная»; по северной границе газораспределительной станции «Южная»; по восточной границе газораспределительной станции «Южная»; по Южному проезду до линии электропередач; по линии электропередач до пересечения с Северным ходом Октябрьской железной дороги; по Северному ходу Октябрьской железной дороги до городской черты; по городской черте до улицы Птицефабрика; по улице Птицефабрика до пересечения с газопроводом к газораспределительной станции «Южная» |
| 17 | Рыбка                        | От примыкания улицы Халтурина к Северному ходу Октябрьской железной дороги по улице Халтурина до Суоярвского шоссе; по Лесному проспекту до северной границы застройки, расположенной вдоль проезда Радиозавода; по северной границе застройки, расположенной вдоль проезда Радиозавода, до парка Радиозавода; по северной границе парка Радиозавода до стрельбища; по южной границе стрельбища до парка Сулажгорский Родник; по южной границе парка Сулажгорский Родник; по городской черте до улицы Сулажгорские Высоты; по улице Сулажгорские Высоты до Пограничной улицы; по Пограничной улице до Ветеринарного переулка; по Ветеринарному переулку до Сулажгорской улицы; по Новосулажгорской улице до ручья Вилда; по ручью Вилда до Северного хода Октябрьской железной дороги; по Северному ходу Октябрьской железной дороги до улицы Халтурина |
| 18 | Сайнаволок                   | От Онежского озера по южной границе завода «Авангард» до линии электропередач; по линии электропередач до улицы Петрова; по улице Петрова до Вознесенского шоссе; по Вознесенскому шоссе до городской черты; по городской черте до Онежского озера; по береговой линии Онежского озера до южной границы завода «Авангард» |
| 19 | Северная Промзона            | От примыкания Пряжинского шоссе к Шуйскому шоссе по Шуйскому шоссе до проезда Автолюбителей; по проезду Автолюбителей до Соломенского шоссе; по Соломенскому шоссе до кладбища «Пески»; по северной границе кладбища «Пески»; по западной границе кладбища «Пески», по южной границе кладбища «Пески», по Соломенскому шоссе до северо-западного окончания территории домостроительного комбината; по северной границе домостроительного комбината до Онежского озера; по береговой полосе Онежского озера до южной границы Северного грузового порта; по южной границе Северного грузового порта до улицы Краснодонцев; по улице Краснодонцев до улицы Зайцева; по улице Зайцева до улицы Достоевского; по улице Достоевского до Первомайского проспекта; через Первомайский проспект к Северному ходу Октябрьской железной дороги; вдоль Северного хода Октябрьской железной дороги; по западному ответвлению Северного хода Октябрьской железной дороги до Пряжинского шоссе; по Пряжинскому шоссе до Шуйского шоссе |
| 20 | Соломенное                   | От устья реки Томицы по городской черте до северо-восточного окончания Ботанического сада; по восточной границе Ботанического сада до Онежского озера; по береговой линии Онежского озера до моста через Соломенный пролив; по южной стороне моста через Соломенный пролив; по береговой линии Онежского озера до Онежского проезда; по Онежскому проезду; по Соломенскому шоссе; по Рабочему проезду до Соломенского кладбища; по южной границе Соломенского кладбища; по западной границе Соломенского кладбища; по северной границе Соломенского кладбища; по Рабочему проезду до проезда Дорожников; по проезду Дорожников до железной дороги «Томицы – ДОК «Калевала»; по железной дороге «Томицы – ДОК «Калевала» до линии электропередач; по линии электропередач до реки Томицы и городской черты; по городской черте до устья реки Томицы |
| 21 | Сулажгора                    | От пересечения городской черты с Пряжинским шоссе по Пряжинскому шоссе до Северного хода Октябрьской железной дороги; по Северному ходу Октябрьской железной дороги до ручья Вилда; по ручью Вилда до Новосулажгорской улицы; по Новосулажгорской улице до Ветеринарного переулка; по Ветеринарному переулку до Пограничной улицы; по Пограничной улице до улицы Сулажгорские Высоты; по улице Сулажгорские Высоты до Суоярвского шоссе; по Суоярвскому шоссе до ручья Тереж; по ручью Тереж до Пряжинского шоссе |
| 22 | Сулажгорский Кирпичный Завод | От пересечения Суоярвского шоссе с городской чертой по городской черте до Северного хода Октябрьской железной дороги; по Северному ходу Октябрьской железной дороги до железной дороги «Томицы – Петрозаводский завод силикатного кирпича»; по железной дороге «Томицы – Петрозаводский завод силикатного кирпича» до Пряжинского шоссе; по Пряжинскому шоссе до городской черты; по городской черте до Суоярвского шоссе |
| 23 | Тепличный                    | От пересечения Шуйского шоссе с линией электропередач по линии электропередач до Северного парка; по южной границе Северного парка до ручья Студенца; по ручью Студенцу до войсковой части; по западной границе войсковой части с выходом к проезду Автолюбителей; по проезду Автолюбителей, по Шуйскому шоссе до пересечения с линией электропередач |
| 24 | Томицы                       | От пересечения Северного хода Октябрьской железной дороги с городской чертой по реке Томице до линии электропередач; по линии электропередач до железной дороги «Томицы – ДОК «Калевала»; по железной дороге «Томицы – ДОК «Калевала» до восточной границы Деревообрабатывающего комбината «Калевала»; по восточной границе Деревообрабатывающего комбината «Калевала»; по южной границе Деревообрабатывающего комбината «Калевала» до линии электропередач; по линии электропередач до Шуйского шоссе; по Шуйскому шоссе до Пряжинского шоссе; по Пряжинскому шоссе до железной дороги «Томицы – Петрозаводский завод силикатного кирпича»; по железной дороге «Томицы – Петрозаводский завод силикатного кирпича» до Северного хода Октябрьской железной дороги; по Северному ходу Октябрьской железной дороги до городской черты |
| 25 | Центр                        | От пересечения Северного хода Октябрьской железной дороги с рекой Неглинкой по реке Неглинке до Неглинской набережной; по Неглинской набережной до Вольной улицы; по Вольной улице до Иудейского кладбища; по западной границе Иудейского кладбища; по северной границе Иудейского кладбища; по северной границе Неглинского кладбища; по юго-восточной границе застройки Ленинградской улицы; по улице Федосовой до Онежского озера; по береговой полосе Онежского озера до устья реки Лососинки; по реке Лососинке (включая острова) до Северного хода Октябрьской железной дороги; по Северному ходу Октябрьской железной дороги до реки Неглинки |
| 26 | Южная Промзона               | От пересечения Вознесенского шоссе с железной дорогой «Онежский – Каменный Бор» по Вознесенскому шоссе до городской черты; по городской черте до Северного хода Октябрьской железной дороги; по Северному ходу Октябрьской железной дороги до железной дороги «Онежский – Каменный бор»; по железной дороге «Онежский – Каменный бор» до Вознесенского шоссе |
| 27 | Неглин                       | Остров Неглинный |
| 28 | Дровяной                     | Остров Лойостров |
| 29 | Ивановские Острова           | Ивановский остров, остров Мадостров, остров Педай, остров Мудростров, остров Койвостров, Никольский остров |

## Кадастровые районы Петрозаводского городского округа
На территории Петрозаводского городского округа отсутствует административное деление на районы города, но при этом существует деление на кадастровые районы согласно границам кадастровых кварталов в соответствии с положениями Федерального закона от 02.01.200 № 28-ФЗ «О государственном кадастре».
| Кадастровый район                       | Внутреннее деление района | Микрорайоны в составе района | Жилые комплексы в составе района                                                                                        | Границы района |
| --------------------------------------- | --- | --- | --- | --- |
| Бараний Берег Зимник                    | - Зимник - Средняя Деревня | | | |
| Выгойнаволок                            | | | | |
| Голиковка                               | | - Голиковка-1 - Голиковка-2 - Голиковка-3 - Голиковка-4 - Голиковка-5 - Петровская Слобода (Александровский Завод)                                                 | - 1703 - Александровский - Заречье - Народный - Речка                                                                   | ограничен ул. Льва Толстого, железной дорогой С. Петербург-Мурманск                                                              |
| Древлянка                               | - Древлянка-I - Древлянка-II - Древлянка-III - Общественный центр Древлянки - Университетский городок                                       | - Древлянка-1 - Древлянка-2 - Древлянка-3 - Древлянка-4 - Древлянка-5 - Древлянка-6 - Древлянка-7 - Древлянка-8 - Древлянка-9 - Древлянка-10 - Древлянка-А - Дом-1 | - Берёзовая Роща - Каскад - Олимп - Орион - Северное Сияние - Скандинавия - Снегири - Солнечный                         | |
| Железнодорожный посёлок (Пятый посёлок) | | | Боровой | ограничен ул. Халтурина, рекой Неглинка, железной дорогой С. Петербург-Мурманск, ул. Речной                                      |
| Зарека                                  | - Зарека - Посёлок Каменный Бор - Каменноборские Разработки                                                                                 | | | ограничен набережной Онежского озера, рекой Лососинка, ул. Льва Толстого, бывшим карьером «Каменный бор»                         |
| Ивановские острова                      | - Ивановский остров (Маячный остров) - Остров Кайвостров - Остров Мадостров - Остров Мудростров - Остров Никольский - Остров Педай          | | | |
| Кукковка                                | - Новая Кукковка (Кукковка-I) - Старая Кукковка (Кукковка-II) - Южная Кукковка (Кукковка-III) - Курган - Посёлок Лососинка                  | - Кукковка-1 - Кукковка-1А - Кукковка-2 - Кукковка-3 - Кукковка-4 - Кукковка-5 - Кукковка-6 - Усадьбы - Цыганская Горка                                            | - Белые Ночи - Облака - Сосновка - Большая Медведица                                                                    | |
| Ключевая                                | - Верхняя Ключевая - Северная Точка (Нижняя Ключевая)                                                                                       | - Ключевая-1 - Ключевая-2 - Ключевая-3 - Ключевая-4 - Квартал Главсевзапстроя                                                                                      | - Альтаир - Белые Ключи - Новые Ключи - Олимпийский - Родники - Серебряный Бор                                          | ограничен бывшим карьером «Каменный бор», Четырехверстным озером, Онежским озером, железной дорогой С. Петербург-Мурманск        |
| Неглинный остров (Остров Калинина)      | | | | |
| Немецкий Наволок                        | | | | |
| Остров Лойостров (Дровяной остров)      | | | | |
| Октябрьский                             | | - Октябрьский-1 - Октябрьский-2 - Октябрьский-3 - Октябрьский-4 - Посёлок ДСК - Вороний Наволок                                                                    | - Карельский Берег - Мой Дом - Онежские Берега - Радужный - Республика - Созвездие - Юбилейный                          | ограничен Онежским озером, ул. Советская, рекой Неглинка, заводом «Петрозаводскмаш»                                              |
| Окунья Тоня (Лазурное)                  | | | | |
| Первомайский                            | | | | ограничен ул. Советская, железной дорогой С.Петербург-Мурманск, рекой Неглинка, завод «Петрозаводскмаш»                          |
| Перевалка                               | - Старая Перевалка - Новая Перевалка - Радиозавод (Шиловка, Лесной посёлок) - Древлянский Промузел - Посёлок имени Кирова - Посёлок Лесхоза | - Перевалка-1 - Перевалка-2 - Перевалка-3 - Перевалка-4 - Перевалка-5 - Перевалка-6                                                                                | - Высокий Стандарт - Город Солнца - Молодёжный - Гоголевский                                                            | ограничен рекой Неглинка, ул. Муезерской, дорогой С. Петербург-Мурманск, Лососинским шоссе, Лесным проспектом, Высотным проездом |
| Пески                                   | - Пески - Промзона Пески | | | ограничен ул. Заводской, аэропортом «Пески»                                                                                      |
| Петушки                                 | - Петушки - Посёлок МРС - Посёлок Рыбокомбината                                                                                             | | | |
| Птицефабрика                            | | | | ограничен II площадкой Онежского тракторного завода, железной дорогой С. Петербург-Мурманск                                      |
| Рыбка                                   | | | | ограничен ул. Халтурина, железнодорожной веткой на ТЭЦ, начало Суоярвского шоссе                                                 |
| Сайнаволок                              | - Сайнаволок - Новый Сайнаволок | | | расположен вдоль Родникового проезда                                                                                             |
| Северная промзона                       | | | | |
| Тепличный                               | | | | |
| Соломенное                              | - Борнаволок - Гапнаволок - Громовское - Новая Деревня - Посёлок Кирпичного Завода - Промузел Соломенное - ГЭС-Городок                      | - Соломенное-1 - Соломенное-2 | - Горное - Янтарный Парк                                                                                                | ограничен аэропортом «Пески», Ботаническим садом ПетрГУ                                                                          |
| Сулажгора                               | | | | ограничен железной дорогой С. Петербург-Мурманск, железнодорожной веткой на ТЭЦ, Пряжинское шоссе                                |
| Сулажгорский кирпичный завод            | - Посёлок Сулажгорского кирпичного завода - Посёлок Химлесхоза                                                                              | | - Кирпичный | ограничен Суоярвскм шоссе, ж/д станция «Томицы»                                                                                  |
| Томицы                                  | - Гарнизон Томицы - Промзона Томицы - Станция Томицы - Технологическая Деревня - Шуйская Мальница                                           | - Военный городок № 1 - Военный городок № 2 | | расположен в районе ж/д станции «Томицы»                                                                                         |
| Университетский городок                 | | | | ограничен Лесным проспектом, рекой Неглинка                                                                                      |
| Центр (Город)                           | - Закаменное - Сенаторка - Слободка | | - Ассоль - Гранд - Жемчужина - Левашовский Бульвар - Старый город (Квартал исторической застройки) - Больничный городок | Ограничен набережной Онежского озера, рекой Лососинка, железной дорогой С. Петербург-Мурманск, рекой Неглинка                    |
| Южная промзона                          | - Южная промзона-1 - Южная промзона-2 | | | |

## Административные районы
26 апреля 1939 года на территории города образованы Октябрьский, Зарецкий и Первомайский районы. 11 мая 1948 года районы ликвидированы, 8 января 1952 года — восстановлены, 24 июня 1955 года — упразднены.
4 марта 1972 года образованы Ленинский и Октябрьский районы. 18 августа 1988 года районы ликвидированы.